# Штефан Бургіу
Штефан Бургіу (рум. Ștefan Burghiu, нар. 28 березня 1991) — молдовський футболіст, півзахисник клубу «Петрокуб».
Виступав, зокрема, за клуби «Лілкора» (Кишинів), «Ністру» (Атаки) та «Зімбру», а також національну збірну Молдови.

## Клубна кар'єра
У дорослому футболі дебютував 2009 року виступами за команду клубу «Лілкора» (Кишинів), в якій провів два сезони.
Своєю грою за цю команду привернув увагу представників тренерського штабу клубу «Ністру» (Атаки), до складу якого приєднався 2011 року. Відіграв за клуб наступні два сезони своєї ігрової кар'єри.
У 2013 році уклав контракт з клубом «Зімбру», у складі якого провів наступні три роки своєї кар'єри гравця.  Граючи у складі «Зімбру» також здебільшого виходив на поле в основному складі команди.
До складу клубу «Петрокуб» приєднався 2016 року. Відтоді встиг відіграти за клуб з Хинчешти 14 матчів в національному чемпіонаті.

## Виступи за збірну
У 2014 році дебютував в офіційних матчах у складі національної збірної Молдови. Наразі провів у формі головної команди країни 7 матчів.
| Дата      | Місто            | Господарі | Результат | Гості   | Турнір           | Голи | Примітки |
| --------- | ---------------- | --------- | --------- | ------- | ---------------- | ---- | -------- |
| 17-1-2014 | Абу-Дабі         | Молдова   | 1 – 2     | Швеція  | товариський матч | -    |          |
| 20-1-2014 | Абу-Дабі         | Молдова   | 0 – 1     | Польща  | товариський матч | -    |          |
| 5-3-2014  | Андорра-ла-Велья | Андорра   | 0 – 3     | Молдова | товариський матч | -    | 80'      |
| 7-6-2014  | Яунде            | Камерун   | 1 – 0     | Молдова | товариський матч | -    |          |
| Усього    |                  | Матчів    | 4         |         | Голів            | 0    |          |